# Norma CIPW
Norma CIPW či CIPW klasifikace je klasifikace magmatických hornin, která je založena na chemickém složení získávaném matematickým přepočtem relativního zastoupení normativních (vybraných) minerálů.
Norma CIPW má své pojmenování po čtveřici geologů, kteří jí jako první sestavili a používali. Byli to Cross, Iddings, Pirsson a Washington.